# Ljusblå vintergröna
Ljusblå vintergröna (Vinca difformis) är en art i familjen oleanderväxter från västra och sydvästra Europa.

## Synonymer
- Pervinca media (Hoffmanns. & Link) Caruel
- Pervinca sicula Rafinesque
- Vinca acutiflora Bertol. ex Koch
- Vinca difformis f. alba A.D.Atzei & V.Picci
- Vinca difformis f. variegato-flore A.D.Atzei & V.Picci
- Vinca difformis subsp. sardoa Stearn
- Vinca major Brotero nom. illeg
- Vinca media Hoffmanns. & Link
- Vinca minor subsp. media (Hoffmanns. & Link) Bonnier & Layens
- Vinca obtusiflora Pau
- Vinca sardoa (Stearn) S.Pignatti